# Sequência de Santa Eulália

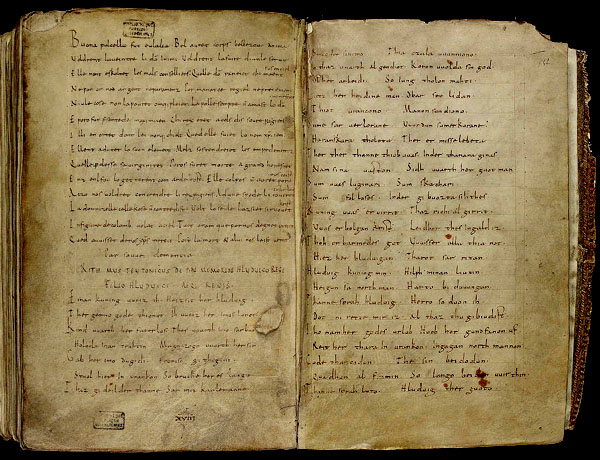
Manuscrito da Sequência de Santa Eulália.

A Sequência de Santa Eulália ou Cantilena de Santa Eulália (em francês Séquence ou Cantilène de Sainte Eulalie) é o texto poético preservado mais antigo da língua francesa, datando de cerca de 880.
O texto é um hino hagiográfico cantado, cuja melodia não está preservada. O tema é o martírio de Santa Eulália de Mérida, morta no século IV durante as perseguições contra os cristãos realizadas por Diocleciano. O texto em si está inspirado por um hino do poeta latino Prudêncio sobre a santa.
O poema está preservado num manuscrito possivelmente oriundo do Monastério de Saint-Amand, e encontra-se hoje na Biblioteca Municipal de Valenciennes, na França. No mesmo manuscrito existe outra preciosidade, a Canção de Ludwig, considerado o texto poético mais antigo da língua alemã. Análises caligráficos indicam que ambos poemas foram escritos pelo mesmo escriba.
O poema consiste de 29 versos decassílabos. A língua é um vernáculo derivado do latim que eventualmente deu origem ao francês antigo, antecessor do francês atual. Por essa razão diz-se que este é o texto poético mais antigo em língua francesa.